# セルクナム (ラグビー)
セルクナム（西: Selknam）は、スーペル・ラグビー・アメリカス（SRA）に所属するチリ・サンティアゴのラグビーユニオンチーム。

## 概要
南米最高峰のラグビーユニオンリーグであるスーペルリーガ・アメリカーナ・デ・ラグビー（SLAR）に参戦するチリチームとして創設。
SLARの北米へのフランチャイズ拡大による発展的改組に伴い、2023シーズンからスーペル・ラグビー・アメリカス（SRA）に所属。
セルクナムのチーム名は、かつてチリ南部のパタゴニア地域に居住していたセルクナム族に由来する。

## 歴史
2019年11月、翌年3月に開幕するSLARに参戦するチリのチームとして創設された。
リーグ初年度の2020シーズンは、2試合を消化したところでCOVID-19パンデミックの影響によりシーズン打ち切りとなった。
2021シーズンは、レギュラーシーズンを5勝5敗の3位で終え、上位4チームが出場する決勝トーナメントに進出した。決勝トーナメントでは、初戦でウルグアイのペニャロール・ラグビーに敗退した。
2022シーズンは、レギュラーシーズンを8勝2敗の2位で終えると、続く決勝トーナメントの初戦でアルゼンチンのハグアレスXVに勝利して決勝に進出した。決勝ではウルグアイのペニャロール・ラグビーに13-24で敗れたが準優勝という成績を残した。

## タイトル
なし

## 歴代所属選手
- ラティウメ・フォシタ(Latiume Fosita)
- ロドリゴ・フェルナンデス(Rodrigo Fernández)
- アウグスト・ベーメ(Augusto Böhme)
- ディエゴ・エスコバル(Diego Escobar)
- マティアス・ディタス(Matías Dittus)
- ハビエル・エイスマン(Javier Eissmann)